# کیوکا
کیوکا (انگلیسی: Kyouka؛ زادهٔ ۲ دسامبر ۱۹۹۹) بازیگر اهل ژاپن است.